# Quintino Quagliati
(dal necrologio di Quintino Quagliati scritto da Paolo Orsi, Roma 1932)
Quintino Quagliati (Rimini, 15 settembre 1869 – Taranto, 29 dicembre 1932) è stato un archeologo, paleontologo e museologo italiano.

## Biografia
Nacque a Rimini nel 1869, studiò a Bologna: si laureò in Lettere, avendo per relatore Giosuè Carducci. Insegnò latino e greco in alcuni licei umbri e laziali e nel contempo si specializzò in paleontologia dove fu allievo di Luigi Pigorini. Nel 1898 venne nominato vice ispettore agli scavi e direttore incaricato del Museo di Taranto. Nel 1907 vinse il concorso per direttore del museo tarantino.
Due anni dopo venne nominato Soprintendente agli scavi e ai Musei Archeologici di Puglia.
In quegli anni si dedicò moltissimo alle ricerche archeologiche arricchendo il museo anche acquistando e stroncando il fiorente mercato clandestino di antichità. Riorganizzò il museo riordinando ed esponendo in ordine cronologico i reperti, da lui suddivisi in tre grandi sezioni.
Lo scavo più importante fu il rinvenimento del villaggio dell'età del bronzo di Scoglio del Tonno nel 1899.
Nel 1912 scoprì metà della piazza porticata di Egnazia. Nel 1923 venne nominato Soprintendente ai Monumenti della Puglia e Basilicata e a lui si devono i restauri della Chiesa di San Nicola di Bari, di Castel del Monte, della Chiesa di Santa Maria del Casale a Brindisi e La Chiesa di Ognissanti a Trani, gli scavi per portare alla luce l'anfiteatro romano di Lucera. Inoltre si spese per tutelare le chiese rupestri. Nel 1932 durante una spedizione ministeriale nel Gargano contrasse la malaria di cui morì a Taranto il 29 dicembre.

## Opere
- Appunti sulle scoperte paletnologiche di Domenico Ridola nel materano ,1895
- Bisenzio e la sua necropoli arcaica, Battei 1895
- Necropoli arcaica ad incinerazione presso Timmari nel Materano con Domenico Ridola, Tip. della R. Accademia dei Lincei, 1906
- Rilievi votivi arcaici in terracotta di Lokroi Epizephyri
- Ripostigli di bronzi arcaici del circondario di Taranto (Terra d'Otranto), 1903
- Tombe neolitiche in Taranto e nel suo territorio. ,1906
- Le antiche civiltà dell'Apulia 1910
- Deposito sepolcrale con vasi preistorici in Crispiano presso Taranto, Tipografia della R. Accademia Nazionale dei Lincei, Roma, 1921
- La Puglia preistorica (Regia Deputazione di Storia Patria per le Puglie. Documenti e monografie. vol. 20.), 1936, ristampato nel 1985
- Il Museo Nazionale di Taranto, Istituto Poligrafico dello Stato, Roma, 1932

## Biografia
- Fabrizio Vistoli, s.v. “Quagliati Quintino”, in Dizionario Biografico degli Italiani, vol. 85, Roma, Istituto della Enciclopedia Italiana, 2016, pp. 767–769.